# Shontayne Hape
(Shontayne Hape, sul suo passaggio dal rugby a 13 a quello a 15)
Shontayne Edward Hape (Auckland, 30 gennaio 1981) è un ex rugbista a 13 e a 15 neozelandese, internazionale di rugby a 13 per la Nuova Zelanda e di rugby a 15 per l'Inghilterra; attivo sia come centro che ala, si è ritirato nel 2013.

## Biografia

### Attività nel rugby a 13
Cresciuto nel rugby a 13, Hape si formò al Te Atatu, club di Auckland e a 18 anni fu messo sotto contratto dagli Warriors, formazione di National Rugby League.
A 17 anni fu schierato nelle giovanili dei Kiwis (la Nazionale neozelandese a 13) e rappresentò nel 1999 la formazione Māori tredicista.
Con i Warriors Hape vinse nel 2001 la National Rugby League pur non potendo prendere parte alla finale; nel 2003 si trasferì nel Regno Unito al Bradford Bulls, formazione di Super League, competizione che Hape si aggiudicò al primo anno nel suo nuovo club, insieme alla Challenge Cup; nel 2004 vinse anche la World Club Challenge e nel 2005 prolungò il suo contratto per ulteriori tre stagioni fino al 2008.
Dal 2004 al 2007 rappresentò la Nuova Zelanda in 14 occasioni, con 6 mete realizzate.

### Attività nel rugby a 15
Nel 2008 Hape passò alla disciplina a rugby a 15 dopo essere stato liberato, in anticipo di qualche mese, dal contratto in scadenza con il Bradford per legarsi al Bath, squadra di Premiership.
Nel 2010, acquisita per motivi di residenza l'idoneità a giocare per la federazione inglese, fu convocato dal C.T. della Nazionale Martin Johnson ed esordì durante i test match di metà anno contro l'Australia nella posizione di tre quarti centro.
A febbraio 2011, nel corso del suo ultimo anno di contratto al Bath, firmò un accordo con la sua attuale squadra, i London Irish.
Prese, inoltre, parte alla Coppa del Mondo di rugby 2011 in Nuova Zelanda.
Ad aprile 2012, visti i continui infortuni, i London Irish non si opposero a un eventuale trasferimento gratuito del giocatore a fine stagione, cosa che Hape fece, firmando un contratto in Francia con il club di prima divisione del Montpellier.
Anche nella nuova squadra tuttavia i problemi fisici continuarono a minarne il rendimento: a febbraio 2013 i sanitari imposero ad Hape lo stop assoluto almeno fino a fine stagione a causa delle troppe commozioni cerebrali riportate durante gli scontri.

### Vita privata
Fuori dall'attività agonistica Hape è un disc jockey amatoriale, il cui pseudonimo è DJ Shape (dalle prime due lettere del suo nome più il suo cognome completo); è sposato con Liana, ballerina sua connazionale, che si è esibita durante le performance dal vivo di artisti come Shaggy, Pink e Natalie Imbruglia.

## Palmarès

### Rugby a 13
- National Rugby League: 1
Warriors: 2001
- Super League (rugby a 13): 2
Bradford Bulls: 2003, 2005
- Challenge Cup: 1
Bradford Bulls: 2003
- World Club Challenge: 2
Bradford Bulls: 2004, 2006